# Шантарам
Шантара́м — роман австралійського письменника Ґреґорі Девіда Робертса. Вперше виданий в Австралії у 2003 році. В основу книги покладено події життя автора. Основна дія роману розгортається в Індії, в Бомбеї 1980-х років.

## Сюжет
Головний герой роману через сімейні негаразди втратив життєві орієнтири та перетворився на наркомана й грабіжника. Його засудили за низку злочинів, однак він втік з австралійської в'язниці, де мав би відбути дев'ятнадцятирічний термін. З фальшивими документами  на ім'я Ліндсея Форда він тікає в Індію в Мумбаї (Бомбей). Перший, з ким знайомиться герой, - гід Прабакер, що став йому справжнім другом. Протягом короткого часу Лін потоваришував з багатьма місцевими жителями та іноземцями, що мешкають в Мумбаї. Ці знайомства принесуть героєві численні пригоди, в яких будуть небезпека, кохання, біль, дружба, зрада, кінобізнес, смерть, поезія, бійки, бродячий цирк, політичні та кримінальні розборки, наркотики, зброя, філософські бесіди, війна і, звісно ж, індійські боги, індійська кухня, індійські танці та співи. На вулицях Бомбею Лін знайомиться з прекрасною і таємничою Карлою, взаємини з якою стали важким випробуванням. Після пограбування і побиття героя чекає життя в індійському селі і праця землероба, лікарська практика в бомбейських нетрях, в'язниця, робота на мафіозний клан, участь в афганській війні. Чи це та свобода, якої так прагнув Лін? Що випадковість, що доля, що власне рішення, а що прояв чужої волі в його житті?
Мати гіда Прабакера дає головному герою індійське ім'я Шантарам, що в перекладі з маратхі означає "мирна людина". Але що таке "мирна людина"?

## Персонажі
- Ліндсей Форд, він же Лін, Лінбаба, він же Шантарам — головний герой, від імені якого йде розповідь. Утік з австралійської в’язниці, прилетів у Бомбей за фальшивим новозеландським паспортом (справжнє ім’я в романі не розкривається), щоб сховатися від правосуддя.
- Прабакер — друг Ліндсея. Товариський та оптимістичний молодий індієць, який народився в селі і живе в нетрях, перша людина, з якою Лін знайомиться в Бомбеї.
- Карла Саарнен — гарна молода жінка, швейцарка, в яку закохується Лін, але в якої є багато темних секретів.
- Абдель Кадер Хан — глава місцевого мафіозного клану, афганець. Мудра і розсудлива, але жорстка людина, яку Лін починає любити як батька.
- Абдулла Тахері — іранець, що втік від режиму аятоли Хомейні, мафіозо. Стає близьким другом головного героя.
- Вікрам Патель — індієць, друг Ліна. Любитель вестернів та ковбойського стилю. Закоханий в Летті.
- Ліза Картер — молода американка, повія в «палаці» мадам Жу, звільнена Карлою і Ліном.
- Назір — неговіркий охоронець Кадера, спочатку ставиться до Ліна з неприязню.
- Мауріціо Белькане — італієць, аферист. Дуже гарний зовні, але підла і боягузлива людина.
- Улла — німкеня, повія, звільнена з «палацу». Коханка Модени.
- Модена — іспанець, спільник Мауріціо, коханець Улли.
- Дідьє Леві — завсідник «Леопольда», єврей, гей, аферист, гедоніст. Приятель Ліна.
- Летті — англійка, працює в Боллівуді.
- Кавіта Сінгх — незалежна індійська журналістка, феміністка.
- Халед Ансарі — член ради мафії, палестинець, у якого ізраїльтяни вбили всю родину. Колишній коханець Карли.
- Абдул Гані — пакистанець, член ради мафії.
- Джонні Сигар — молодий індієць, житель нетрів. Сирота. Друг Ліна і Прабакера.
- Мадам Жу — власниця «палацу», елітного підпільного борделя. Можливо, росіянка. Веде потайний спосіб життя, жорстока і безжальна.
- Кішан і Рукхмабаї — батьки Прабакера.
- Парваті — дружина Прабакера.
- Казім Алі Хусейн — старійшина в нетрях.
- Хасан Обіква — нігерієць, мафіозо, контролює бомбейський район, де живуть вихідці з Африки.
- Сапна — таємничий персонаж, який здійснює в місті жорстокі вбивства.

## Переклади українською
Переклад роману українською був виконаний з російської мови.
- Ґреґорі Девід Робертс. Шантарам. Переклад: В.В. Александров. Київ: KM-Books, 2013. 800 стор. ISBN 978-617-5382-73-8
- (перевидання) Ґреґорі Девід Робертс. Шантарам. Переклад: В.В. Александров. Київ: KM-Books, 2016. 804 стор. ISBN 978-617-7409-51-8

## Екранізація
- Шантарам (телесеріал)